# Schützenfisch
Der Schützenfisch oder Spritzfisch (Toxotes jaculatrix) gehört zur Familie der Schützenfische (Toxotidae). Der barschverwandte Fisch wird etwa 20 cm lang und bis zu zwölf Jahre alt. Er fällt durch eine nahezu gerade Stirn-Rücken-Linie und ein oberständiges Maul auf. Sein Name rührt von seiner einzigartigen Jagdtechnik her, bei der er mit einem Wasserstrahl Insekten von umliegenden Uferpflanzen herunterschießt.

## Vorkommen
Der Schützenfisch ist in den küstennahen tropischen Brackwassergebieten vom Roten Meer über Indien, China, Thailand, die Philippinen bis nach Australien beheimatet. Am häufigsten findet man ihn in Ästuaren und Lagunen von Mangrovenwäldern. Da die Brackwässer dort sehr flach sind, unterliegen sie während der Tiden starken Schwankungen der Temperatur (23 bis 28 °C) und des Salzgehaltes. Dies erfordert eine besonders hohe ökologische Toleranz (Euryökie) und hat vermutlich dazu geführt, dass sich nur wenige Arten der Schützenfische gebildet haben. Neben Toxotes jaculatrix sind sechs weitere Arten der Gattung der Schützenfische (Toxotes) bekannt. Äußerliche Geschlechtsunterschiede wie auch Unterarten treten bei Schützenfischen nicht auf.

## Sozialverhalten
Der Artenarmut entspricht eine relativ hohe Anzahl von Individuen. Dies erklärt das auffällig konfliktbereite Verhalten gegenüber seinen Artgenossen. Die Konkurrenz wird zudem durch das knappe Nahrungsangebot in den flachen Gewässern geschürt. Artfremden Fischen gegenüber ist er aber friedlich. Toxotes jaculatrix hält sich stets im Brackwasser auf.

## Jagdtechnik

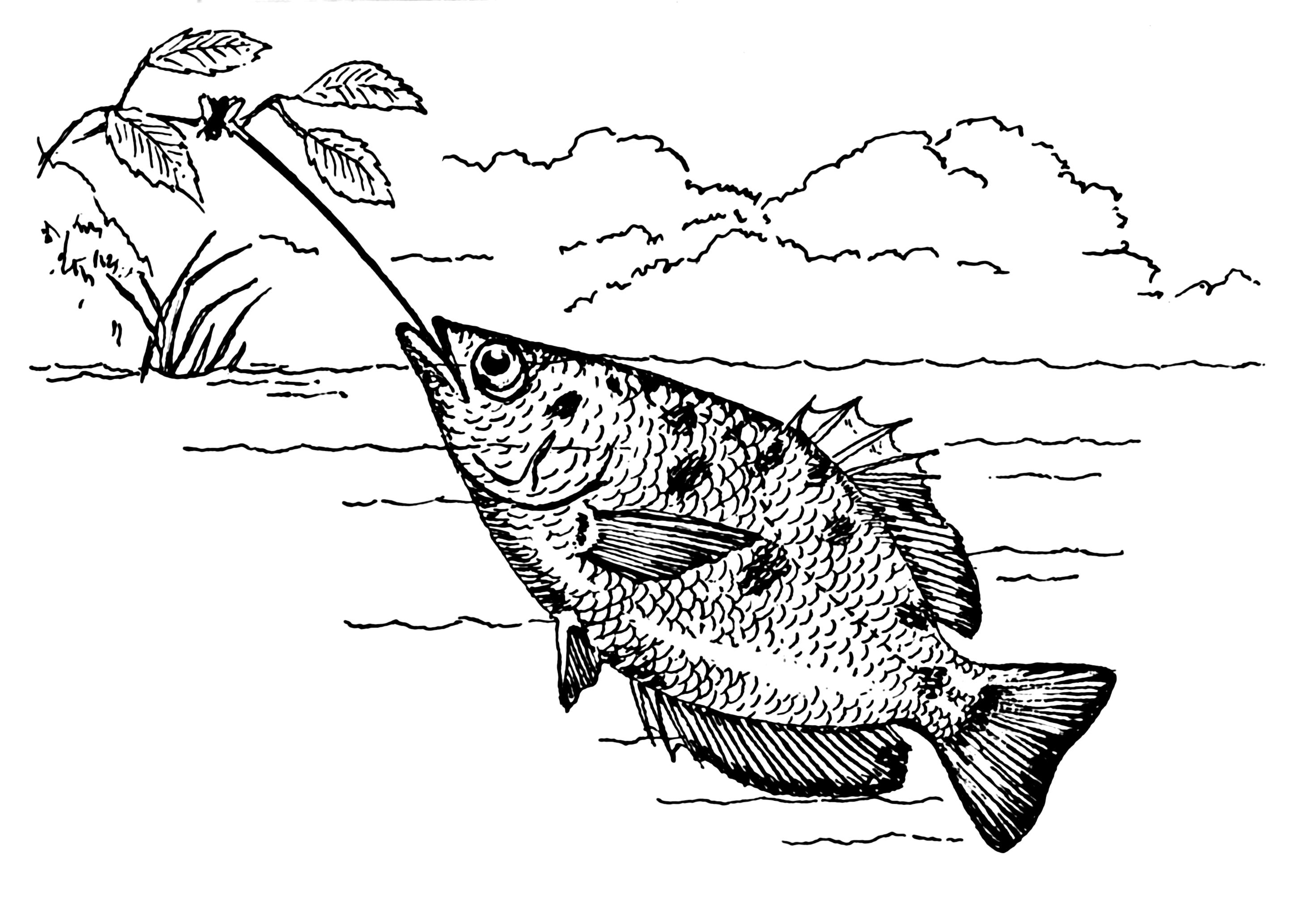
Beuteerwerb bei Schützenfischen

Wie viele Fische, die dicht an der Oberfläche leben, ernährt sich auch der Schützenfisch vornehmlich von noch lebenden Insekten, die ins Wasser gefallen sind. Um das Angebot an Fliegen, Heuschrecken, Ameisen etc. zu vergrößern, hat er eine eindrucksvolle und effektive Jagdtechnik entwickelt. Dabei schießt er seine Beute mit einem scharfen, gezielten Wasserstrahl von den Blättern oder Halmen umstehender Uferpflanzen herunter. (Auch Colisa-Arten können das.) Dazu stellt er sich mit dem ganzen Körper steil auf, bildet durch Herandrücken der Zunge an die obere Gaumenrinne ein Abschuss-„Rohr“ und presst das Wasser durch Zusammendrücken der Kiemendeckel aus dem leicht geöffneten Maul, das sich direkt an der Oberfläche befindet. Dieses „Schießen“ ist aus dem bei allen Fischen vorhandenen Spuck-Reflex („Husten“) entstanden, der dazu dient, nicht Fressbares von der Kiemenreuse und aus der Mundhöhle zu entfernen (vgl. auch das Spucken der Balistidae).
Durch den steilen Abschusswinkel lässt sich zum einen die Flugbahn leichter berechnen, zum anderen fallen die Insekten relativ nah ins Wasser und können schnell als „eigene Beute“ gesichert werden. Da die Augen unter Wasser bleiben, kann zudem der zu berechnende Brechungswinkel zwischen Wasser und Luft klein gehalten werden. Der Strahldruck und die Zielsicherheit sind dabei erstaunlich gut entwickelt worden. Manche Exemplare treffen noch auf vier Meter Entfernung nur wenige Zentimeter große Objekte.
Der Schützenfisch stimmt auch die Stärke des Wasserstrahls auf die Größe des Ziels ab, indem er bei gleich bleibender Strahlgeschwindigkeit die Wassermenge variiert.
War der erste „Schuss“ nicht erfolgreich, so versucht der Fisch es noch einmal (auch mehrmals).

## Aquarienhaltung
Schützenfische kann man in sehr kleinen Gruppen (Konkurrenz!) sowohl in Süßwasser, Brackwasser oder Seewasser halten. Ein Brackwasseraquarium erfüllt allerdings die Voraussetzungen am besten.
Das Wasser sollte eine Temperatur zwischen 25 und 30 °C haben. Das Aquarium sollte etwa 2 Meter lang sein und darf nur bis zu einem Drittel gefüllt werden, um den natürlichen Lebensraum gut imitieren zu können. Am oberen Aquarienrand kann man dann Insekten fliegen lassen und den Beute-Erwerb beobachten. Gelingt die Imitation der natürlichen Verhältnisse nicht, verlieren die Fische schnell das Interesse an ihrer spektakulären Jagdtechnik.
Lange Zeit galt es als schwierig, Schützenfische in Aquarien nachzuziehen, da über das Fortpflanzungsverhalten im natürlichen Verbreitungsgebiet nur wenig bekannt ist. Noch heute sind praktisch alle im Handel erhältlichen Schützenfische keine Nachzuchten, sondern Wildfänge. Die vermutlich weltweit erste erfolgreiche Aufzucht von Schützenfischen in menschlicher Obhut gelang 2011 der Stuttgarter Wilhelma.

## Wissenschaftliche Erforschung
Die eigentümliche und physikalisch hochinteressante Jagdtechnik ist von den Forschern noch nicht vollständig enträtselt. In Experimenten mit operanter Konditionierung konnte gezeigt werden, dass der Schützenfisch nicht nur nach kurzer Zeit zwischen echter Beute und Attrappe unterscheiden kann, sondern auch den Zusammenhang zwischen Größe und Entfernung seiner Beute sehr schnell lernt. So passt er die abgefeuerte Wassermenge der Größe seiner Beute an, um Energie zu sparen.